# Acestrocephalus maculosus
Acestrocephalus maculosus är en fiskart som beskrevs av Menezes 2006. Acestrocephalus maculosus ingår i släktet Acestrocephalus och familjen Characidae. Inga underarter finns listade i Catalogue of Life.